# قیاسکندی
قیاسکندی، روستایی از توابع بخش بزینه رود شهرستان خدابنده در استان زنجان ایران است.

## جمعیت
این روستا در دهستان زرینه رود قرار دارد و براساس سرشماری مرکز آمار ایران در سال ۱۳۸۵، جمعیت آن ۴۱۸ نفر (۷۸خانوار) بوده‌است.